# Anne Deckers
Pour les articles homonymes, voir Deckers.
Anne Deckers, née le 12 septembre 1966, est une écrivaine, historienne de l'art, scénariste de bande dessinée et traductrice belge francophone.

## Biographie
Anne Deckers naît le 12 septembre 1966. Elle étudie la philologie romane à l'Université libre de Bruxelles. Elle obtient son master en 1993 ainsi qu'un autre en gestion culturelle la même année. Elle reçoit le prix Constant de Horion décerné par l'Association des écrivains belges de langue française en 1994. Historienne de l'art, romaniste et écrivaine, elle travaille comme copy-correcteur freelance et gestionnaire de projets dans l'événementiel, la protection du patrimoine au cabinet du secrétaire d'État aux Monuments et Sites. On lui doit l'ouvrage Le Patrimoine en questions publié par la Région de Bruxelles-Capitale. Elle contribue à l'ouvrage Privat Livemont entre classicisme et Art Nouveau de Benoît Schoonbroodt sur le peintre belge Henri Privat-Livemont, publié par le Centre d'information et d'étude du Patrimoine en 2003. Ensuite, elle travaille aussi dans la communication notamment à Wolubilis. Elle écrit le scénario du deuxième opus intitulé : Le Portugal de la série documentaire Les Voyages de Loïs pour le dessinateur portugais Luís Diferr (nl) publié aux éditions Casterman en 2010. Elle écrit aussi le scénario des 15e, 31e, 37e volumes ainsi que de l'intégrale La Grèce de la série Les Voyages d’Alix de Jacques Martin publiés chez le même éditeur de 2010 à 2014. Elle publie des articles et des nouvelles dans plusieurs revues. Elle rédige aussi des catalogues d'expositions ou en ligne. Elle est attachée scientifique aux Musées Maison d'Érasme et Béguinage à Anderlecht. Elle est également traductrice de certains ouvrages publiés par ces musées.
Certains de ses ouvrages sont traduits en néerlandais et en portugais,.

## Œuvres

### Albums de bande dessinée
- Les Voyages d’Alix (scénario de Jacques Martin, Casterman)
- 15. Pompéi, Casterman, Bruxelles, octobre 2011
Scénario : Jacques Martin - Dessin : Marc Henniquiau - Couleurs : Andrée Bienfait, Ingrid De Vuyst -  (ISBN 978-2-203-04963-5),Réédition. Autres contributeurs : Vincent Henin, Anne Deckers.
- 31. Orange - Vaison-la-Romaine[6], Casterman, Bruxelles, 21 avril 2010
Scénario : Jacques Martin, Mathieu Defline, Anne Deckers - Dessin : Alex Evang, Marco Venanzi - Couleurs : quadrichromie -  (ISBN 978-2-203-03409-9)
- 37. Babylone - Mésopotamie[7],[8], Casterman, Bruxelles, 28 août 2013
Scénario : Anne Deckers - Dessin : Jean-Marie Ruffieux - Couleurs : Jean Torton -  (ISBN 978-2-203-05821-7),Préface d'Éric Gubel, conservateur en chef aux Musées royaux d'art et d'histoire, Bruxelles.

- Int. La Grèce[9], Casterman, Bruxelles, 7 mai 2014
Scénario : Jacques Martin, Anne Deckers - Dessin : Pierre De Broche - Couleurs : quadrichromie -  (ISBN 978-2-203-08584-8),nouvelle édition, en un volume unique grand format avec maquette rénovée, des Voyages d’Alix en Grèce auparavant proposés en deux tomes.

#### Les Voyages de Loïs
- 2. Le Portugal, Casterman, Bruxelles, 14 avril 2010
Scénario, dessin et couleurs : Luís Diferr (nl) -  (ISBN 978-2-203-03411-2),Préface de Jacques Martin. Contribution d'Anne Deckers.

#### Nouvelles
- Les Malheurs de Sophie[10], nouvelle, 1995 in volume : Phénix no 39 : Anne Rice et les Vampires, Claude Lefrancq  (ISBN 2-87153-233-8)
- Une petite fille...[11], micronouvelle, janvier 2012.

#### Ouvrages
- Le Patrimoine en questions[2], Direction du Patrimoine culturel, Région de Bruxelles-Capitale.
- (nl) Het erfgoed, quids en quods[2], Brussels Hoofdstedelijk Gewest.
- Benoît Schoonbroodt et Anne Deckers (contributeur), Privat Livemont entre classicisme et Art Nouveau[3], Bruxelles, Centre d'information et d'étude du Patrimoine, 2003, 79 p., ill. ; 29 cm (OCLC 1400517889).
- Anne Deckers, Ivan Alechine, Pieter de Reuse et Tamara Berghmans, Suzy Embo : Artiste photographe – Photographe d’artistes, CFC-Éditions, 2017, 192 p., ill. ; 25,5 cm (ISBN 978-2-87572-024-5, présentation en ligne).

#### Traductions
- Kathleen Leys (trad. du néerlandais par Samuel Pauwels et Anne Deckers), À l’ombre de la cour : Le Séjour d’Érasme à Bruxelles et Anderlecht [« In de schaduw van het hof »], Anderlecht, Musées Maison d'Érasme et Béguinage, coll. « Colloquia in museo Erasmi » (no 55), 2022, 64 p., ill. (ISBN 978-2-930414-54-6, présentation en ligne).

#### Catalogues d'exposition
- Patrick De Rynck et Anne Deckers, KMSKA : Musée Royal des Beaux-Arts Anvers : le musée merveilleux, Furnes, Hannibal books, 2022, 255 p., ill. ; 32 cm (ISBN 978-94-6436-665-5, présentation en ligne)
- Anne Deckers, FAste : Hâte-toi lentement, Anderlecht, Musées Maison d'Érasme et Béguinage, coll. « Colloquia in museo Erasmi » (no 56), 15 juin 2023, 71 p., ill. (ISBN 978-2-930414-55-3, présentation en ligne)FAste est un duo de céramistes : Caroline Andrin et Étienne Fleury, travaillant ensemble depuis 2018.
- Anne Deckers et Françoise Osteaux, Josef Hoffmann : sous le charme de la beauté, Furnes, Hannibal books, 2023, 208 p., ill. ; 23 cm (ISBN 978-94-6466-668-7, présentation en ligne)exposition, Bruxelles, Musée Art et Histoire, du 6 octobre 2023 au 14 avril 2024 - introduction innovante à l’œuvre emblématique de l’architecte et designer Josef Hoffmann.

## Prix et distinctions
- 1994 : prix Constant de Horion décerné par l'Association des écrivains belges de langue française[1].

### Interviews
- Anne Deckers (interviewée par Stéphane Jacquet), « Rencontre avec Anne Deckers pour Babylone », Alix Mag',‎ 31 août 2013 (lire en ligne, consulté le 3 juin 2024).